# سالبادور جارا غيريرو
سالبادور جارا غيريرو (بالإسبانية: Salvador Jara Guerrero)‏ هو فيزيائي وطبيب وفيلسوف مكسيكي، ولد في 14 أكتوبر 1955 في موريليا في المكسيك.